# Tanah Tinggi (Johar Baru)
Tanah Tinggi  is een plaats (wijk) - (kelurahan) in het bestuurlijke gebied Johar Baru, Jakarta Pusat (Centraal-Jakarta) in de provincie Jakarta, Indonesië.  De plaats telt 40.078 inwoners (volkstelling 2010).